# Região das Nações, Nacionalidades e Povos do Sul
A Região das Nações, Nacionalidades e Povos do Sul é uma das nove kililoch da Etiópia.

## Dados
Capital: Awasa
População: 12 132 000 hab.
Área: 112 727 km²